# 4e méridien ouest
Pour les articles homonymes, voir 4e méridien.
En géographie, le 4e méridien ouest est le méridien joignant les points de la surface de la Terre dont la longitude est égale à 4° ouest.

## Géographie

### Dimensions
Comme tous les autres méridiens, la longueur du 4e méridien correspond à une demi-circonférence terrestre, soit 20 003,932 km. Au niveau de l'équateur, il est distant du méridien de Greenwich de 445 km,.
Avec le 176e méridien est, il forme un grand cercle passant par les pôles géographiques terrestres.

### Régions traversées
En commençant par le pôle Nord et descendant vers le sud au pôle Sud, Le 4e méridien ouest passe par:
| Coordonnées         | Pays, Territoire ou Mer | Notes |
| ------------------- | ----------------------- | --- |
| 90° 00′ N, 4° 00′ O | Océan Arctique          | |
| 81° 52′ N, 4° 00′ O | Océan Atlantique        | |
| 58° 34′ N, 4° 00′ O | Royaume-Uni             | Ecosse |
| 57° 56′ N, 4° 00′ O | Mer du Nord             | Dornoch Firth |
| 57° 50′ N, 4° 00′ O | Royaume-Uni             | Ecosse |
| 57° 42′ N, 4° 00′ O | Mer du Nord             | Estuaire de Moray                                                                                                 |
| 57° 36′ N, 4° 00′ O | Royaume-Uni             | Ecosse — passe par Motherwell, juste à l'est de Glasgow (à 55° 48′ N, 4° 00′ O)                                   |
| 54° 46′ N, 4° 00′ O | Mer d'Irlande           | |
| 53° 15′ N, 4° 00′ O | Royaume-Uni             | Pays de Galles — passe juste à l'ouest de Swansea (à 51° 38′ N, 3° 57′ O)                                         |
| 51° 54′ N, 4° 00′ O | Canal de Bristol        | |
| 51° 13′ N, 4° 00′ O | Royaume-Uni             | Angleterre — passe juste à l'est de Plymouth (à 50° 22′ N, 4° 09′ O)                                              |
| 50° 18′ N, 4° 00′ O | Océan Atlantique        | Canal de la Manche                                                                                                |
| 48° 43′ N, 4° 00′ O | France                  | France — passe juste à l'ouest de Roscoff (à 48° 43′ N, 3° 59′ O) et du Cap Coz (à 47° 53′ N, 3° 58′ O), Bretagne |
| 47° 51′ N, 4° 00′ O | Océan Atlantique        | Golfe de Gascogne                                                                                                 |
| 43° 27′ N, 4° 00′ O | Espagne                 | |
| 46° 45′ N, 3° 58′ O | Mer Méditerranée        | Mer d'Alboran |
| 35° 14′ N, 4° 00′ O | Maroc                   | |
| 30° 51′ N, 4° 00′ O | Algérie                 | |
| 24° 28′ N, 4° 00′ O | Mali                    | |
| 13° 26′ N, 4° 00′ O | Burkina Faso            | |
| 9° 50′ N, 4° 00′ O  | Côte d'Ivoire           | Passe juste à l'est d'Abidjan (à 5° 19′ N, 4° 02′ O)                                                              |
| 5° 14′ N, 4° 00′ O  | Océan Atlantique        | |
| 60° 00′ S, 4° 00′ O | Océan Austral           | |
| 70° 19′ S, 4° 00′ O | Antarctique             | Terre de la Reine-Maud, revendiqué par la Norvège                                                                 |